# إلين رو
إلين رو (بالإنجليزية: Elaine Roe) هي ممرضة أمريكية، ولدت في 20 مايو 1919 في وايتووتر في الولايات المتحدة.